# Barry Letts
Pour les articles homonymes, voir Letts.
Barry Letts est un producteur, réalisateur et acteur britannique né le 26 mars 1925 à Leicester et mort le 9 octobre 2009 à South Hams. Il est connu pour avoir été un temps réalisateur puis producteur de la série Doctor Who dans les années 1960 et 1970 et pour avoir produit d'autres séries télévisées pour la BBC dans les années 1970 à 80. Très actif dans la communauté de fans de Doctor Who, il contribue à de nombreux projets autour de la série.

## Carrière

### Débuts
Letts commence dans le monde du spectacle en tant qu'assistant de plateau au Théâtre Royal[Lequel ?], métier qu'il occupe pleinement après ses études. Après avoir été acteur de répertoire, il est sous-lieutenant dans la Royal Navy pendant la Seconde Guerre mondiale. Il joue aussi le rôle principal dans un film de Terence Fisher, To the Public Danger qui dénonce les conduites dangereuses. Il apparaît à la fin des années 1940 dans des films des studios d'Ealing, comme L'Épopée du capitaine Scott et La Mer cruelle.
Dans les années 1950, il apparaît dans la série Chapeau melon et bottes de cuir et dans un téléfilm dramatique Gunpowder Guy avec le futur comédien de Doctor Who, Patrick Troughton dans le rôle de Guy Fawkes. Il joue aussi le rôle du colonel Herncastle dans l'adaptation en 1959 du roman de Wilkie Collins La Pierre de lune. Il joue aussi en 1962 dans la série The Last Man Out.
La plupart de son travail ayant été pour la BBC, Letts abandonne la carrière d'acteur après avoir passé le concours interne pour être réalisateur en 1967. Il tourne des épisodes de  Z-Cars et du Soap opera The Newcomers.

### Doctor Who
Letts est engagé en 1967 pour réaliser l'épisode de Doctor Who The Enemy of the World où l'acteur principal, Patrick Troughton, joue à la fois le rôle du Docteur et celui de son ennemi, le dictateur mexicain Salamander. Il fallait parfois que Troughton joue les deux personnages dans une même scène ce qui était un défi technique pour une série télévisée des années 1960.
Barry Letts accède au statut de producteur en 1969, à la suite de Derrick Sherwin, muté en catastrophe à la tête de la série Paul Temple. Jon Pertwee venait d'être engagé dans le rôle du Docteur, la série venait de passer à la couleurs et s'était basé sur le concept du Docteur résolvant des mystères sur Terre, son TARDIS étant bloqué par les Seigneurs du Temps. Letts reste producteur 5 années durant, devenant une figure paternelle d'un groupe que les fans appellent la "UNIT Family." Malgré un budget assez serré, la série s'offrit bien plus de tournages en extérieur et une place bien plus grande est apportée aux scènes d'action. Letts planifie les 10 ans de la série en 1973 avec l'épisode « The Three Doctors » et crée avec le script-editor (responsable des scénarios) Terrance Dicks le personnage du Maître défini pour être le Professeur Moriarty du Docteur.
En accord avec la BBC, Letts est autorisé à réaliser certains épisodes de la série qu'il produisait alors. Il dirige certaines scènes en studio de « Inferno » alors que Douglas Camfield était malade, et tourne  « Terror of the Autons », « Carnival of Monsters » et « Planet of the Spiders. » Il forme un partenariat avec Terrance Dicks ainsi que le scénariste Robert Sloman auquel il confia les épisodes les plus importants. La philosophie bouddhiste que Barry Letts pratiquait influence grandement l'écriture de Doctor Who.
Décidant de quitter la série après le départ de Jon Pertwee, il auditionne néanmoins Tom Baker sur la recommandation de Bill Slater, afin qu'il joue le rôle-titre. Après avoir produit le premier épisode mettant en scène le 4e Docteur, « Robot » Letts quitte la série au profit de Philip Hinchcliffe devenant l'un des producteurs étant resté le plus longtemps sur la série.
Il retrouve néanmoins la série le temps de la 18e saison durant la période 1980-1981 afin de devenir producteur exécutif auprès de John Nathan-Turner. À la suite des restructurations de la BBC, Nathan-Turner avait été désigné comme producteur de la série sans avoir d'expérience dans le métier. Letts fut engagé pour le seconder.
En 1974, Barry Letts écrit aussi la novélisation de l'épisode « The Dæmons » et écrit dans les années 1990 deux scénarios radiophoniques autour du Docteur, The Paradise of Death et The Ghosts of N-Space. Il écrit aussi deux romans dérivé de la série en 2003, Deadly Reunion (avec Terrance Dicks) et en 2005, Island of Death (2005).
Lors du retour de la série en 2005, Barry Letts fut rappelé pour promouvoir la série. Toujours très attaché à la série, il participe aux commentaires des épisodes en DVD jusqu'à sa mort en 2009.

### Fin de carrière
Après Doctor Who, Barry Letts produit la série Moonbase 3 avec Terrance Dicks, le temps d'une saison en 1975.
En association avec la BBC, il produit pendant 8 ans les Sunday Classic des mini-séries basées sur des classiques de la littérature anglaise comme  Nicholas Nickleby, Les Grandes Espérances, Le Conte de deux cités, Le Chien des Baskervilles (avec Tom Baker), L'homme invisible, Pinocchio, Gulliver, Alice au pays des merveilles, Lorna Doone, Le Petit Lord Fauntleroy, The Children of the New Forest, Beau Geste ou Sense and Sensibility. Il produit une version de Jane Eyre avec Timothy Dalton et Zelah Clarke qui est nommé aux BAFTA.
Il est aussi réalisateur sur une version téléfilm de David Copperfield et des épisodes du soap opera EastEnders de 1990 à 1992. Il apparaît en caméo dans un film de 2007, Exodus et est narrateur sur un téléfilm de Mark Gatiss, The Worst Journey in the World
En novembre 2009, sortit une longue interview de lui, Who and Me couvrant sa carrière et son travail notamment sur Doctor Who. Il sortit en CD et est diffusé par la BBC Radio 7.

## Vie personnelle
Marié, Barry Letts aura trois enfants, Dominic, Crispin et Joanna, tout trois comédiens. Sa femme, Muriel, meurt au début de l'année 2009, et Barry Letts succombe la même année à un cancer qu'il avait développé depuis plusieurs années. Lors de sa mort, une émission de radio de la BBC est consacrée à son hommage. Tom Baker explique que Barry Letts fut le « lien qui changea ma vie ». Le producteur Russell T Davies écrit aussi un hommage dans le Doctor Who Magazine no 415.
En novembre 2009, l'épisode La Conquête de Mars est dédié à sa mémoire et le no 417 de Doctor Who Magazine inclut 12 pages d'hommage et les témoignages de  Frazer Hines, Mary Peach, Terrance Dicks, Nicholas Courtney, Graeme Harper, Katy Manning, Christopher Barry, Elisabeth Sladen et Tom Baker.

## Filmographie partielle

### Comme acteur
- 1943 : Le Navire en feu (en) : Apprentice John Jones
- 1948 : To the Public Danger : Fred Lane
- 1948 : L'Épopée du capitaine Scott
- 1953 : La Mer cruelle : Raikes
- 1957 : Sara Crewe : (6 épisodes) : Mr. Thomas Carrisford
- 1958 : Black Arrow : (6 épisodes) : Sir Daniel Brackley
- 1959 : L'Homme invisible : (1 épisode) : Control Officer Richards
- 1960 : The Long Way Home : (5 épisodes) : Lieutenant Anson
- 1963 : Maigret : (1 épisode) : Gaston
- 1963 à 1965 : Z-Cars : (4 épisodes) : Det. Chief Insp. Rogers / Coles
- 1964 : Chapeau melon et bottes de cuir : (1 épisode) : Oliver
- 1966 : The Man Who Never Was : (1 épisode) : Big Fish
- 2007 : The Worst Journey in the World : Narrateur

### Comme réalisateur
- 1965 : The Newcomers
- 1967 à 1968 : Z-Cars : (6 épisodes)
- 1967 à 1968 : Doctor Who : « The Enemy of the World »
- 1969 : Adventure Weekly : (4 épisodes)
- 1970 : Doctor Who : « Inferno »
- 1971 : Doctor Who : « Terror of the Autons »
- 1973 : Doctor Who : « Carnival of Monsters »
- 1974 : Doctor Who : « Planet of the Spiders »
- 1975 : Doctor Who : « The Android Invasion »
- 1976 : Le Prince et le Pauvre : (6 épisodes)
- 1978 : Pinocchio : (4 épisodes)
- 1986 : David Copperfield : (10 épisodes)
- 1990 à 1992 : EastEnders : (13 épisodes)

### Comme producteur
- 1970 - 1974 : Doctor Who (série télévisée)
- 1975 : Moonbase 3 (série télévisée) : (6 épisodes)
- 1976 : Lorna Doone (série télévisée) : (5 épisodes)
- 1976 : Le Petit Lord Fauntleroy (série télévisée) : (6 épisodes)
- 1977 : Nicholas Nickleby (série télévisée) : (6 épisodes)
- 1978 : Pinocchio  (série télévisée) : (4 épisodes)
- 1980 : The History of Mr. Polly  (série télévisée) : (4 épisodes)
- 1980 : Le Conte de deux cités (série télévisée) : (4 épisodes)
- 1980 - 1981 : Doctor Who (série télévisée)
- 1981 : Les Grandes Espérances (série télévisée) : (12 épisodes)
- 1982 : Le Chien des Baskervilles (série télévisée) : (4 épisodes)
- 1982 : Beau Geste (série télévisée) : (8 épisodes)
- 1983 : Jane Eyre (série télévisée) : (11 épisodes)
- 1984 : L'Homme Invisible (série télévisée) : (6 épisodes)
- 1985 : Les Papiers posthumes du Pickwick Club (série télévisée) : (9 épisodes)